# Oddbjørn Hagen
Oddbjørn Hagen (Ytre Rendal, 3 februari 1908 - Skedsmo, 25 juni 1983) was een Noors wintersporter. 

## Carrière
Hagen behaalde zijn grootste successen bij de Noordse Combinatie. Zowel in 1934 als 1935 werd hij wereldkampioen, tijdens de Winterspelen van 1936 behaalde hij de gouden medaille. Hagen nam ook deel bij het langlaufen, in 1935 won Hagen zowel de zilveren medaille op de achttien kilometer als op de estafette. Een jaar later herhaalde Hagen deze prestatie bij de Winterspelen van 1936.

## Belangrijkste resultaten

### Langlaufen

#### Olympische Winterspelen
| Editie | Plaats                 | Resultaten        |
| ------ | ---------------------- | ----------------- |
| 1936   | Garmisch-Partenkirchen | 18 km · estafette |

#### Wereldkampioenschappen langlaufen
| Jaar | Plaats                 | Resultaten        |
| ---- | ---------------------- | ----------------- |
| 1934 | Sollefteå              | 6e 18 km          |
| 1935 | Vysoké Tatry           | 18 km · estafette |
| 1936 | Garmisch-Partenkirchen | 18 km · estafette |

### Noordse combinatie

#### Olympische Winterspelen
| Editie | Plaats                 | Resultaten  |
| ------ | ---------------------- | ----------- |
| 1936   | Garmisch-Partenkirchen | individueel |

#### Wereldkampioenschappen noordse combinatie
| Jaar | Plaats                 | Resultaten  |
| ---- | ---------------------- | ----------- |
| 1934 | Sollefteå              | individueel |
| 1935 | Vysoké Tatry           | individueel |
| 1936 | Garmisch-Partenkirchen | individueel |